# Aktanysch

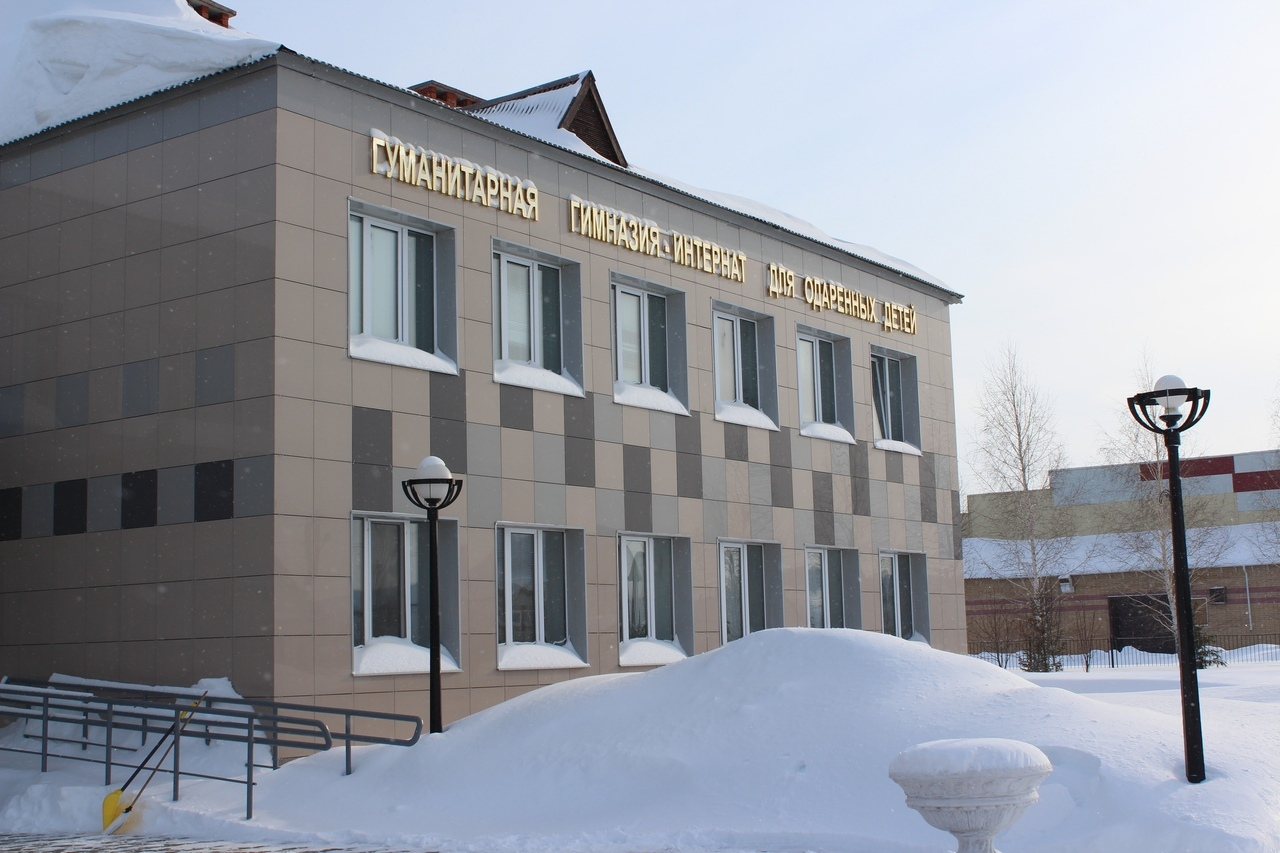
Fassade des geisteswissenschaftlichen Internats auf dem Campus von Aktanysh

Aktanysch (russisch Актаны́ш; tatarisch Актаныш, Aqtanış) ist ein Dorf (selo) in der Republik Tatarstan in Russland mit 8923 Einwohnern (Stand 14. Oktober 2010).

## Geographie
Der Ort liegt gut 300 km Luftlinie östlich der Republikhauptstadt Kasan an einem Altarm des Kama-Nebenflusses Belaja, etwa sechs Kilometer vom linken Ufer des heutigen Flusslaufes entfernt, der dort die Grenze zur Republik Baschkortostan markiert.
Aktanysch ist Verwaltungszentrum des Rajons Aktanyschski sowie Sitz und einzige Ortschaft der Landgemeinde Aktanyschskoje selskoje posselenije.

## Geschichte
Der Ort ist seit 1715 bekannt; das Gebiet war in der Zeit überwiegend von Baschkiren besiedelt, die heute immer noch etwa ein Drittel der Einwohner stellen, wie auch Tataren und Russen. 1866 wurde er Sitz einer Wolost im Ujesd Menselinsk des kurz zuvor aus dem Gouvernement Orenburg ausgegliederten Gouvernements Ufa.
1920 kam Aktanysch zum Kanton Menselinsk der neu gebildeten Tatarischen ASSR. Mit der Aufhebung der Kantongliederung wurde der Ort am 10. August 1930 Verwaltungssitz eines nach ihm benannten Rajons. Mit Ausnahme der Zeit vom 1. Februar 1963 bis 12. Januar 1965, als das Gebiet dem Menselinski rajon angegliedert war, existiert dieser Rajon bis heute.
1988 erhielt Aktanysch den Status einer Siedlung städtischen Typs, verlor ihn jedoch bereits 1991 wieder.

### Bevölkerungsentwicklung
| Jahr | Einwohner |
| ---- | --------- |
| 1897 | 1243      |
| 1939 | 2484      |
| 1959 | 2543      |
| 1970 | 2884      |
| 1979 | 5178      |
| 1989 | 6814      |
| 2002 | 8148      |
| 2010 | 8923      |

Anmerkung: Volkszählungsdaten

## Verkehr
Straßenverbindung besteht über die Regionalstraße 16K-0143 zur etwa 30 km südlich vorbeiführenden föderalen Fernstraße M7 Wolga, die Moskau über Nischni Nowgorod und Kasan mit Ufa verbindet (auf diesem Abschnitt zugleich Europastraße 017), ebenso über die etwas längere 16K-0157 in südwestlicher Richtung.
Die nächstgelegene Bahnstation mit Personenverkehr befindet sich in der gut 40 km nördlich in Baschkortostan gelegenen Stadt Neftekamsk, die allerdings per Straße nur mit einem großen Umweg über Djurtjuli erreichbar ist, wo sich weit flussaufwärts die nächste Straßenbrücke über die Belaja befindet. Eine direkt erreichbare Alternative sowie der nächstgelegene Flughafen befinden sich in der gut 100 km in westlicher Richtung entfernten Großstadt Nabereschnyje Tschelny.

## Persönlichkeiten
- Wiktor Afanassjew (1922–1994), Journalist